# Articulation coxale
L'articulation coxale (ou articulation de la hanche, articulation coxo-fémorale ou articulation coxofémorale)  est l'articulation cotyloïde de type énarthrose du membre inférieur qui unit l'os coxal au fémur et qui joint la cuisse au bassin.

## Surfaces articulaires
La surface articulaire fémorale de l'articulation coxale est constituée de la tête fémorale. Elle forme les deux-tiers d'une sphère de 20 à 25 mm de rayon Elle est entièrement recouverte de cartilage à l'exception de la fossette de la tête du fémur.
La tête fémorale s’insère dans la cavité cotyloïde concave située sur la face latérale de l'os coxal. La cavité est formée par l'acétabulum qui n'est recouvert de cartilage que sur sa partie périphérique sous la forme d'un croissant formant la surface lunaire de l'acétabulum. La partie profonde non articulaire n'entre pas en contact avec la tête fémorale et en est séparé par un paquet adipeux.

La cavité est approfondie par le labrum acétabulaire, structure en fibrocartilage entourant totalement la cavité cotyloïde.

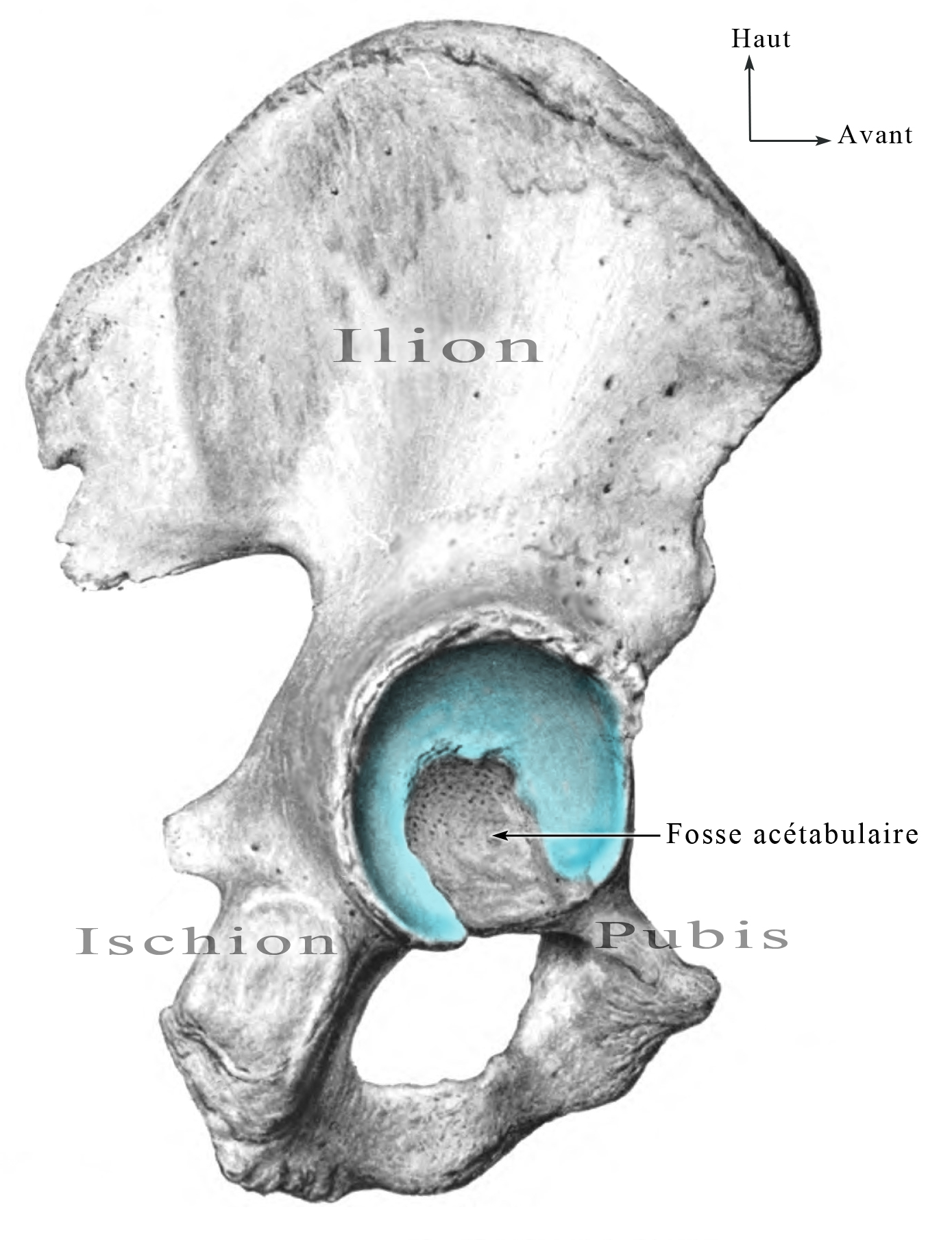
Vue externe de l'os coxal droit.
En bleu, le croissant encroûté de cartilage.

## Moyens d'union

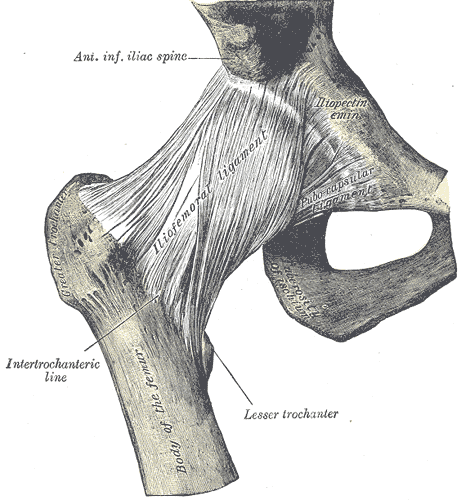
Les ligaments antérieurs de l'articulation coxale

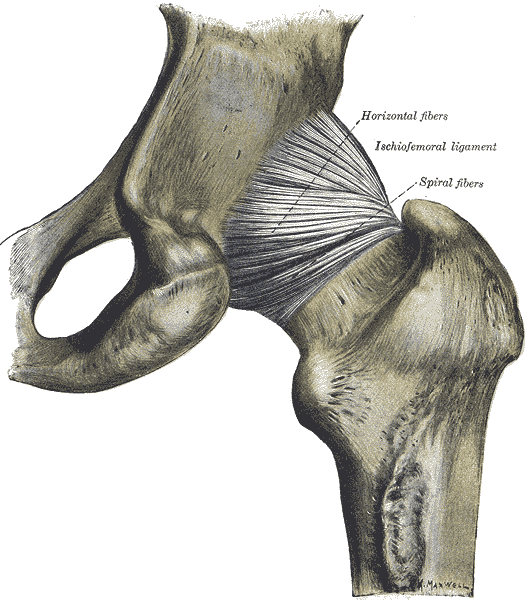
Les ligaments postérieurs de l'articulation coxale

La capsule articulaire entoure toute la tête fémorale en s'insérant à distance du cartilage : en avant le long de la ligne inter-trochantérique et en arrière à la jonction du tiers latéral et des deux-tiers médiaux du col fémoral.
Du côté de l'os coxal, elle s'insère sur la face externe du labrum acétabulaire et sur le pourtour de l'acétabulum.
Elle est constituée de fibres longitudinales et de fibres circulaires. Ces dernières constituent la zone orbiculaire de l'articulation coxale.
La capsule est renforcée par trois ligament extra-articulaire :
- le ligament ilio-fémoral, antérieur, qui unit l'épine iliaque antérieure et inférieure au petit et au grand trochanter en se dédoublant en deux faisceaux en Y inversé,
- le ligament pubo-fémoral, antérieur et inférieur, qui relie la branche supérieure du pubis à la ligne inter-trochantérique.
- le ligament ischio-fémoral, postérieur, qui relie la partie supérieure de la tubérosité ischiatique à la crête inter-trochantérique.

La partie inférieure du labrum acétabulaire prend une structure fibreuse au niveau de l'incisure de l'acétabulum formant le ligament transverse de l'acatabulum. Il renforce le maintien de la tête fémorale dans la cavité cotyloïde.
Un ligament intra-articulaire, mais extra-synovial, le ligament de la tête du fémur relie la fossette de la tête du fémur aux deux cornes de la surface lunaire et au ligament transverse de l'acétabulum. Son rôle mécanique est minime mais il permet à la branche acétabulaire de l'artère obturatrice d'irriguer la tête fémorale.

## Moyens d'union actifs
L'articulation coxale est consolidé par le système musculaire de mobilisation de l'articulation :
- le muscle grand glutéal,
- les muscles pelvi-trochantériens :
  - le muscle petit glutéal,
  - le muscle moyen glutéal,
  - le muscle pririforme,
  - le muscle obturateur externe,
  - le muscle obturateur interne,
  - le muscle jumeau supérieur,
  - le muscle jumeau inférieur,
  - le muscle carré fémoral,

- le muscle ilio-psoas,
- le muscle quadriceps fémoral,
- le muscle long adducteur,
- le muscle court adducteur,
- le muscle grand adducteur.

## Anatomie fonctionnelle
L'articulation coxale est une articulation dite sphéroïde qui permet une répartition homogène des forces et une optimisation de l'amplitude du mouvement.
Elle possède trois degrés de liberté: elle permet d'effectuer des mouvements comme se tourner dans un sens sans bouger les jambes. La hanche participe au moins à six mouvements, à savoir : l'abduction, l'adduction, l'extension, la rotation et la circumduction.
- Extension de la hanche : 10° à 15°
- Flexion de la hanche : 120° jambe fléchie, 90° jambe tendue
- Abduction de la hanche : 45°
- Adduction de la hanche : 30°
- Rotation externe de la hanche : 45°
- Rotation interne de la hanche : 35°

| Muscles                       | Flexion | Extension           | Abduction | Adduction | Rotation externe    | Rotation interne |
| ----------------------------- | ------- | ------------------- | --------- | --------- | ------------------- | ---------------- |
| muscle long adducteur         | x       |                     |           | x         |                     |                  |
| muscle court adducteur        | x       |                     |           | x         |                     |                  |
| muscle grand adducteur        | x       |                     |           | x         | Faisceau postérieur |                  |
| muscle ilio-psoas             | x       |                     |           |           |                     |                  |
| Muscle tenseur du fascia lata | x       |                     | x         |           |                     | x                |
| muscle sartorius              | x       |                     |           |           |                     |                  |
| muscle droit fémoral          | x       |                     |           |           |                     |                  |
| muscle grand glutéal          |         | x                   |           |           | x                   |                  |
| muscle biceps fémoral         |         | Chef long           |           |           |                     |                  |
| muscle semi-tendineux         |         | x                   |           |           |                     |                  |
| muscle semi-membraneux        |         | x                   |           |           |                     |                  |
| muscle moyen glutéal          |         | Faisceau postérieur | x         |           |                     | x                |
| muscle petit glutéal          |         | Faisceau postérieur | x         |           |                     | x                |
| muscle gracile                |         |                     |           | x         |                     |                  |
| muscle pectiné                |         |                     |           | x         |                     |                  |
| muscle piriforme              |         |                     |           |           | x                   |                  |
| muscle carré fémoral          |         |                     |           |           | x                   |                  |
| muscle obturateur interne     |         |                     |           |           | x                   |                  |
| muscle jumeau supérieur       |         |                     |           |           | x                   |                  |
| muscle jumeau inférieur       |         |                     |           |           | x                   |                  |
| muscle obturateur externe     |         |                     |           |           | x                   |                  |

## Aspects cliniques

### Imagerie de la hanche

#### Radiologie conventionnelle
En radiographie standard :

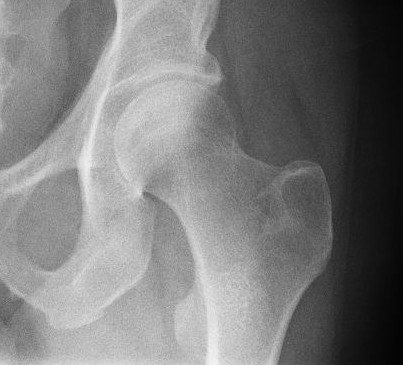
Hanche gauche en vue antérieure

- le bassin de face Debout permet d'évaluer l'épaisseur de l'interligne articulaire et la statique du bassin (recherche d'une bascule du bassin en cas d'inégalité de longueur des membres inférieurs). Ce cliché montre un cintre cervico-obturateur qui doit être régulier ;
- le faux profil de Lequesne permet de mesurer la couverture antérieur et d'évaluer l'interligne articulaire dans le sens antéro-postérieur ce qui est un élément diagnostique plus sensible lors du dépistage de la coxarthrose débutante ;
- le profil chirurgical (d'Arcelin ou de Ducroquet)  est l'examen simple ne nécessitant pas la mobilisation de l'articulation, à la recherche d'une fracture du col fémoral ;
- le profil urétral utile dans la recherche d'une ostéonécrose de la tête fémorale.

En radiologie conventionnelle, la coxométrie est la mesure des angles formés par les différentes structures de la hanche et de diagnostiquer des anomalies constitutionnelles ou acquises.

#### Arthrographie et Arthroscanner
Indiqués dans la recherche de corps libres cartilagineux (chondromatose). L'arthroscanner étant l'examen de choix pour l'examen du bourrelet acétabulaire et des surfaces cartilagineuses cotyloïdienne et fémorale.

#### Imagerie par résonance magnétique
Examen utile pour examiner la membrane synoviale, l'os épiphysaire et déceler des épanchements intra-articulaires.
L'échographie est également utilisée, principalement pour rechercher un épanchement articulaire ou, chez le nouveau-né, afin de dépister une luxation congénitale de hanche.

### Pathologies de la hanche
- Luxation de hanche où la tête fémorale est sortie de la cavité cotyloïde,
- Luxation congénitale de hanche,
- Fracture du col du fémur,
- Ostéonécrose de la tête fémorale et ostéochondrite primitive de hanche, pathologies dégénératives de l'os de la tête fémorale,
- Coxarthrose ou arthrose de hanche,
- Rhume de hanche ou synovite aiguë transitoire, inflammation virale de l'articulation,
- Coxites infectieuse ou rhumatismale,
- Épiphysiolyse de l'adolescent en surpoids,
- Glissement épiphysaire : glissement de la tête du fémur,
- Déchirure du labrum
- Bursite trochantérienne
- Contracture de la bandelette ilio-tibiale
- Subluxation de la hanche
- etc.